# Fundación Brunet
La Fundación Jaime Brunet Romero es una fundación cultural privada, de interés social y carácter permanente, cuyos fines son el fomento del respeto a la dignidad humana, a las libertades fundamentales y a los derechos humanos, así como la erradicación de situaciones y tratos inhumanos o degradantes.

## Sede
El domicilio de la Fundación se halla en el edificio del Rectorado de la Universidad Pública de Navarra, en Pamplona (Navarra).

## Actividades[3]
Sus fines son el fomento del respeto a la dignidad humana, a las libertades fundamentales y a los derechos humanos, así como la erradicación de situaciones y tratos inhumanos o degradantes. La Fundación promociona actividades dirigidas a tal objeto y estudios relacionados con el respeto a tales valores.
En concreto, y entre otras actividades que realiza esta fundación, convoca los premios Internacional y Universitario con el fin de distinguir bien un trabajo científico; bien un trabajo literario o audiovisual; bien la trayectoria de una persona o institución, así como al alumnado que haya destacado en la promoción de los derechos humanos respectivamente.
También se realizan seminarios o conferencias que tengan por objeto el análisis y la defensa de los derechos humanos, así como conceder becas para estudios.